# Pauesia takomaensis
Pauesia takomaensis är en stekelart som först beskrevs av Smith 1944.  Pauesia takomaensis ingår i släktet Pauesia och familjen bracksteklar. Inga underarter finns listade i Catalogue of Life.